# Ribes steinbachiorum
Ribes steinbachiorum är en ripsväxtart som beskrevs av Weigend och Binder. Ribes steinbachiorum ingår i släktet ripsar, och familjen ripsväxter. Inga underarter finns listade i Catalogue of Life.